# Dominik Ninh
Św. Dominik Ninh (wiet. Ðaminh Ninh) (ur. ok. 1835 lub 1841 r. w Trung Linh, prowincja Nam Định w Wietnamie – zm. 2 czerwca 1862 r. w An Triêm, prowincja Nam Định w Wietnamie) – męczennik, święty Kościoła katolickiego.
Dominik Ninh urodził się w Trung Linh w prowincji Nam Định. Jego małżeństwo zostało zaaranżowane przez ojca. Po pewnym czasie doszło jednak do separacji. Wtedy Dominik Ninh poświęcił się studiowaniu chińskiego języka i pisma. Gdy nasiliły się prześladowania chrześcijan w Wietnamie wygnano Dominika Ninh ze wsi w której mieszkał, a następnie został uwięziony. Ścięto go 2 czerwca 1862 r. w An Triêm.
Dzień wspomnienia: 24 listopada w grupie 117 męczenników wietnamskich.
Beatyfikowany 29 kwietnia 1951 r. przez Piusa XII. Kanonizowany przez Jana Pawła II 19 czerwca 1988 r. w grupie 117 męczenników wietnamskich.